# 기키
기키(일본어: 記紀(きき))는 고사기와 일본서기를 묶어 이르는 말이다.
고사기(古事記)의 '키(記)'와 일본서기(日本書紀)의 '키(紀)'를 따 기키라고 한다.
두 책은 나라 시대에 편찬되었으며 일본의 신화와 고대사를 전하는 중요한 역사서이다. 초반부는 신화를 그대로 전하며, 후대의 기록으로 갈수록 역사서의 성격이 강해지기는 하나 여러 가지 의혹이 있다. 고고학적 발견을 통해 후기의 기록은 많은 사실도 담고 있음이 밝혀졌다. 해당 시대의 사료가 매우 적은 점을 생각하면 신중히 검증하여야 하나 중요한 사료임은 분명하다.

## 같이 보기
- 기키가요